# Михайлевичі (Самбірський район)
Михайле́вичі — село в Україні, у Самбірському районі Львівської області. Населення становить 800 осіб. Орган місцевого самоврядування — Рудківська міська рада.
У Михайлевичах знаходиться середня загальноосвітня школа І-ІІІ ступенів, директор — Качинська С. В.[джерело?]
У центрі села розташований храм святого Миколая, настоятель — отець Михайло Хить[джерело?].

## Відомі мешканці
- Соколовський Ярослав Іванович (1963) — український науковець, доктор технічних наук, професор, завідувач кафедри обчислювальної техніки і моделювання технологічних процесів Національного лісотехнічного університету України, академік Лісівничої академії наук України (ЛАНУ)[1].
- Стельмах Леся Михайлівна (1947) — телятниця колгоспу «Маяк» Самбірського району Львівської області. Депутат Верховної Ради УРСР 9-го скликання.
- Красневич Марія Іванівна (1932—?) — ланкова колгоспу імені Жданова, Герой Соціалістичної Праці (27.07.1954).
- Шиманська Ганна Іванівна (1915—?) — ланкова колгоспу імені Жданова, Герой Соціалістичної Праці (27.07.1954). Депутат Верховної Ради УРСР 4-го скликанняскликання.